# República popular

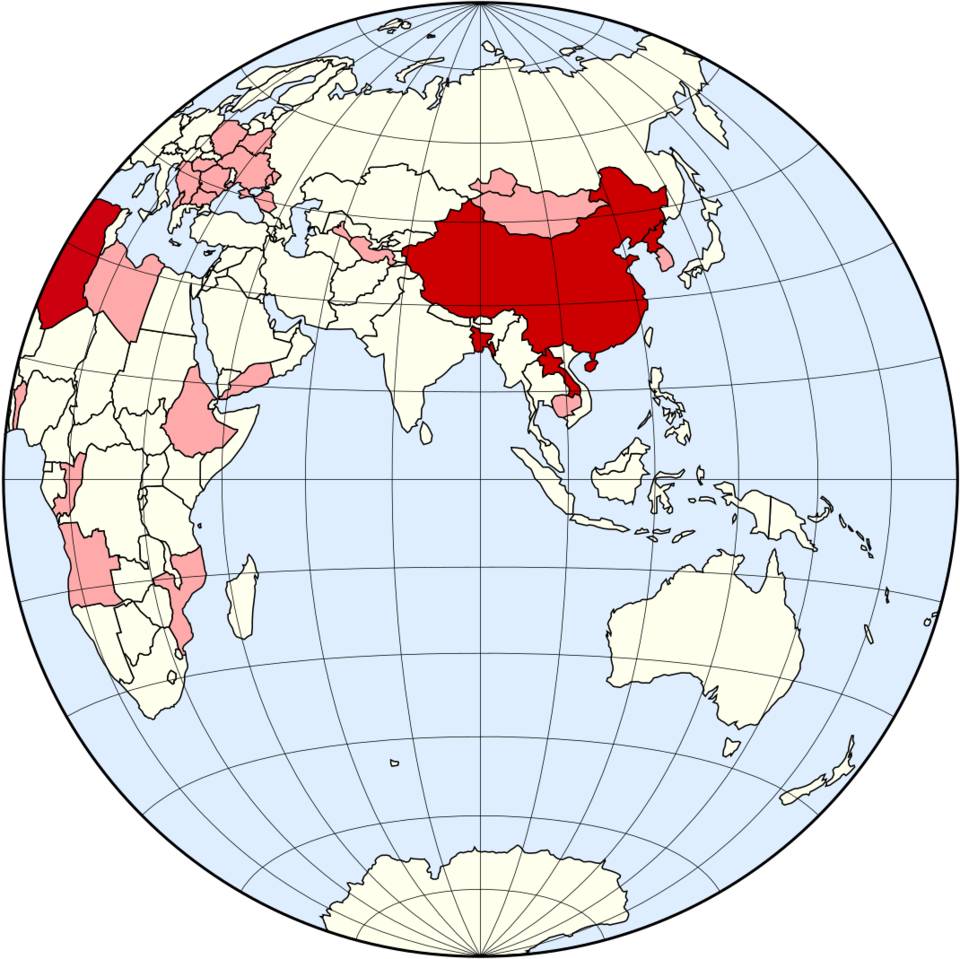
Países llamados oficialmente «República popular»:
Actualmente
Antiguamente

Una república popular es un título oficial empleado principalmente por actuales y antiguos estados socialistas, así como otros gobiernos de izquierda. Está principalmente asociado con repúblicas soviéticas, estados socialistas que siguen la doctrina de la democracia popular, Estados soberanos con una constitución demócrata-republicana que usualmente menciona al socialismo, así como algunos países que no encajan en ninguna de tales categorías.
Varios de los Estados socialistas de breve existencia que aparecieron durante la Primera Guerra Mundial y los años posteriores se autodenominaron repúblicas populares. Muchas de ellas nacieron en el territorio del antiguo Imperio ruso, el que había colapsado en 1917 como resultado de la revolución rusa. Décadas más tarde, luego de la victoria aliada en la Segunda Guerra Mundial, esta denominación fue empleada por algunos de los nuevos Estados, en su mayoría de orientación marxista-leninista, principalmente dentro del Bloque del Este.